# Método de Benesi-Hildebrand
El método de Benesi-Hildebrand es una aproximación matemática usada en fisicoquímica para la determinación de la constante de equilibrio K y la estequiometría de interacciones no enlazantes. Este método es usualmente aplicado a la reacción en equilibrio de formación de complejos con relación 1:1 así como la formación de complejos de transferencia de carga y complejación molecular anfitrión-huésped.

La fundación teórica de este método es la suposición de que cuando alguno de los reactivos está presente en exceso en relación con el otro, los espectros electrónicos de absorción característicos del reactivo presente en menor cantidad se ven minimizados en el rango de emisión-absorción colectivo del sistema reaccionante. Por esta razón, al medir el espectro de absorción de la reacción antes y después de la formación del producto y su equilibrio, la constante asociada de la reacción puede ser determinada. 

## Historia
Este método fue desarrollado por Benesi y Hildebrand en 1949 como un medio para explicar el fenómeno mediante el cual el yodo cambia de color en diferentes disolventes aromáticos. Esto fue atribuido a la formación de un complejo yodo-solvente a través de interacciones ácido-base, dando como resultado los picos observados en el espectro de absorción. Continuando con este descubrimiento, el método Benesi-Hildebrand se ha vuelto una de las estrategias más comunes para la determinación de las constantes asociadas mediante espectros de absorción. 

## Desarrollo
El método Benesi-Hildebrand es usado para observar un enlace uno a uno entre un anfitrión (H) y un huésped (G) (Host y Guest en inglés) mediante espectroscopía UV-visible. La base detrás de este método es que la absorbancia obtenida debe ser una mezcla de los aportes del huésped (G), del anfitrión (H) y del complejo HG. 
{\displaystyle A=A^{{\ce {HG}}}+A^{{\ce {G}}}+A^{{\ce {H}}}\,}
Si se asume que la concentración inicial del huésped (G0) es mucho mayor que la concentración inicial del anfitrión (H0) entonces la absorbancia de este último puede despreciarse.
{\displaystyle A=A^{{\ce {HG}}}+A^{{\ce {G}}}\,}
La absorbancia puede ser medida antes y durante la formación del complejo HG. Este cambio en la absorbancia (ΔA) es lo que se obtiene experimentalmente, siendo A0 la absorbancia inicial previa a la interacción H-G y A siendo la absorbancia medida en cualquier momento de la reacción.
{\displaystyle {\Delta }A=A-A_{0}\,}
Al usar la ley de Lambert y Beer, la ecuación puede ser reescrita con los coeficientes de absorción (ε) y las concentraciones de cada componente [X]. b corresponde a la longitud de la celda. 
{\displaystyle {\Delta }A=\varepsilon ^{\ce {HG}}[{\ce {HG}}]b+\varepsilon ^{\ce {G}}[{\ce {G}}]b-\varepsilon ^{\ce {G}}[{\ce {G}}]_{0}b\,}
Debido a la aproximación {\displaystyle {\ce {[G]_{0}\gg [H]_{0}}}}, se podría esperar que [G]=[G]0. Δε representa el cambio entre los valores εHG y εG.
{\displaystyle {\Delta }A={\Delta }\varepsilon [{\ce {HG}}]b\,}
Una isoterma de enlace puede ser descrita como "el cambio teórico en la concentración de un componente como función de la concentración de otra especie a temperatura constante". Esto puede ser descrito mediante la siguiente ecuación:
{\displaystyle [{\ce {HG}}]={\frac {[{\ce {H}}]_{0}K_{\rm {a}}[{\ce {G}}]}{1+K_{\rm {a}}[{\ce {G}}]}}}
Al sustituir la ecuación de la isoterma en la ecuación de absorbancia, la constante de equilibrio Ka puede ser relacionada con el cambio en la absorbancia debido a la formación del complejo HG.
{\displaystyle {\Delta }A=b{\Delta }\varepsilon {\frac {[{\ce {H}}]_{0}K_{\rm {a}}[{\ce {G}}]_{0}}{1+K_{\rm {a}}[{\ce {G}}]_{0}}}}
Modificaciones posteriores dan como resultado una ecuación en donde una gráfica de los inversos puede ser realizada con 1/ΔA como función de 1/Δ[G]0. Δε puede ser obtenido mediante la ordenada al origen mientras que Ka puede ser obtenido de la pendiente. 
{\displaystyle {\frac {1}{{\Delta }A}}={\frac {1}{b{\Delta }\varepsilon [{\ce {G}}]_{0}[{\ce {H}}]_{0}K_{\rm {a}}}}+{\frac {1}{b{\Delta }\varepsilon [{\ce {H}}]_{0}}}}

## Limitaciones y alternativas
En la mayoría de los casos, el método de Benesi-Hildebrand provee una gráfica lineal adecuada y valores razonables para la constante K y ε. Sin embargo, existen algunos problemas con algunos datos experimentales. Algunos de estos problemas son diferentes valores para ε en diferentes escalas de concentración, falta de consistencia entre los valores obtenidos por este método y los obtenidos por otros métodos (por ejemplo, las constantes para equilibrios de reparto) y ordenadas al origen con valores negativos o cero. Algunas preocupaciones han surgido acerca de que ciertas condiciones invalidan los cálculos.  Por ejemplo, las concentraciones de reactivo siempre deben obedecer la aproximación de que la concentración inicial del huésped es mucho mayor que la del anfitrión. En caso de que esto no se cumpla, la gráfica se desvía del comportamiento lineal y exhibe propiedades dispersas. También, en caso de determinar la constante de equilibrio para complejos con enlaces débiles es común que se formen complejos 2:1. Se ha observado que la existencia de estos complejos 2:1 generan parámetros inapropiados que interfieren significativamente con la determinación precisa de las constantes de asociación. Debido a este factor, una de las críticas a este método es la poca flexibilidad que tiene para estudiar reacciones diferentes a las 1:1. 
Estas limitaciones pueden superarse al utilizar un método computacional que es aplicable a casos más generales como el método de minimización de mínimos cuadrados no lineales. Los dos parámetros, K o ε, son determinados mediante un solucionador de ecuaciones en una hoja de cálculo, al minimizar la suma de las diferencias de cuadrados entre las cantidades observadas y calculadas con respecto a la constante de equilibrio y la absorbancia molar o el desplazamiento químico de las especies individuales involucradas. El uso de estos métodos más sofisticados tiene la ventaja adicional de que no se limitan a sistemas en los que sólo se forma un complejo. 

## Modificaciones.
A pesar de que inicialmente se usaba en conjunto con la espectroscopía UV-visible, algunas modificaciones se han realizado para permitir que este método se aplique con otras técnicas espectroscópicas que involucran fluorescencia, infrarrojo y resonancia magnética nuclear.
Otras modificaciones se han realizado para mejorar la precisión en la determinación de la constante de equilibrio K y ε basándose en este método. Una de éstas fue realizada por Rose y Drago. La ecuación que desarrollaron es la siguiente:
{\displaystyle K^{-1}={\frac {A}{\varepsilon _{\ce {HG}}}}-[{\ce {H}}]_{0}-[{\ce {G}}]_{0}+{\frac {C_{\ce {H}}C_{\ce {G}}}{A}}\varepsilon _{\ce {HG}}}
Su método se basa en un conjunto de valores elegidos de ε y un conjunto de datos de absorbancia y concentraciones iniciales del anfitrión y el huésped. Esto permite el cálculo del inverso de la constante. Al graficar εHG contra K−1, el resultado debería ser una relación lineal. Cuando el procedimiento es repetido para una serie de concentraciones y graficado a la vez, las líneas se intersectan en un punto dando lugar al valor óptimo de εHG y K−1. Sin embargo, algunos problemas con éste método son imprecisiones en la intersección o la falta de ésta.
En 1982, otro procedimiento gráfico se desarrolló para obtener K y ε de manera independiente. Esta aproximación está basada en una modificación matemática más compleja del método de Benesi-Hildebrand pero demostró ser más precisa al compararse con los valores estándar.